# Julius Worpitzky
Julius Daniel Theodor Worpitzky (né le 10 mai 1835 à Karlsburg, arrondissement de Greifswald (de) ; mort le 4 mars 1895 à Berlin) est un mathématicien allemand. Il a travaillé principalement sur les fractions continues, les nombres de Bernoulli, les nombres d'Euler, les nombres eulériens et sur l'évaluation de certaines intégrales.

## Biographie
Worpitzky obtient son diplôme d'études secondaires en 1855 au lycée d'Anklam. Il étudie ensuite cinq semestres à l'Université de Greifswald avec Johann August Grunert et le semestre d'hiver 1857/58 à Berlin.
Il travaille ensuite comme précepteur, notamment de 1860 à 1862 en Livonie. Après son retour en Prusse et après avoir réussi l'examen pro facultate docendi, il entre au séminaire mathématique-pédagogique de Karl Heinrich Schellbach à Berlin en 1862/63, où il participe à la rédaction du livre de Schellbach Die Lehre von den elliptischen Integralen und den Thetafunktionen. Selon la préface (page vi), c'est lui qui a prouvé que les racines d'un polynôme apparaissant dans le deuxième chapitre sont réelles.
En 1864, il devient professeur régulier au Friedrichs-Gymnasium de Berlin, qui à l'époque est réuni avec le Friedrichs-Realgymnasium sous la direction d'Adolf Ferdinand Krech. Trois ans plus tard, il obtient son doctorat à Iéna avec la dissertation intitulée « Ueber die Endlichkeit von bestimmten Integralen und Reihensummen » (Sur la finitude des intégrales définies et des sommes en série). L'année suivante, il succède à Heinrich Bertram comme premier mathématicien au Lycée de Friedrichswerder.
En automne 1872, il obtient de plus un poste d'enseignant en mathématiques à l'Académie de guerre de Prusse, et il travaille également pour ce ministère pendant un certain temps. A Berlin, il est membre de la loge maçonnique Friedrich Wilhelm zur gekrönten Gerechtigkeit .
À partir de 1892, sa santé se dégrade. Il sollicite sa mise à la retraite le 1er janvier 1895 et meurt en mars. Son tombeau est au cimetière de MehringdammI, un édicule de granit rouge avec un relief en marbre blanc, est créé par Julius Moser. 
Ses articles scientifiques concernent principalement à la théorie des fonctions, où il est en concurrence avec Charles Briot et Jean-Claude Bouquet.

## Publications (sélection)
- Beitrag zur Integration der Riccatischen Gleichung, C. A. Koch’s Verlags-Buchhandlung Th. Kunike, Greifswald 1862
- Untersuchungen über die Entwickelung der monodromen und monogenen Functionen durch Kettenbrüche, Jahresbericht Friedrichs-Gymnasium und Realschule, Gustav Lange, Berlin 1865
- Ueber die Endlichkeit von bestimmten Integralen und Reihensummen, W. Ratz, Jena 1867. (Dissertation inaugurale)
- Elemente der Mathematik für gelehrte Schulen und zum Selbststudium, Weidmannsche Buchhandlung, Berlin 1872 (Cahier 1) 1874 (Cahier 2 - 4) 1883 (Cahier 5)
- Lehrbuch der Differential- und Integral-Rechnung, Weidmannsche Buchhandlung, Berlin 1880
- Zahl, Grösse, Messen, in: Festschrift zu der zweiten Säcularfeier des Friedrichs-Werderschen Gymnasiums zu Berlin, Weidmannsche Buchhandlung, Berlin 1881, pages 335–348.
- « Studien über die Bernoullischen und Eulerschen Zahlen », Crelle's Journal, vol. 94,‎ 1883, p. 203–232 (lire en ligne, consulté le 22 décembre 2022).